# 中村由真
中村 由真（なかむら ゆま、1970年〈昭和45年〉2月16日 - ）は、日本の女優・歌手・タレント。所属事務所はMYS。
2005年3月下旬にアメリカへ渡り、現在はロサンゼルス在住。渡米以降は日本での女優活動をいっさい行っていない。バラエティー番組などでドラマ『スケバン刑事III 少女忍法帖伝奇』出演時をはじめとするアイドル時代の懐かしいエピソードを振り返ったり、同ドラマから誕生したユニット・風間三姉妹（ほかに大西結花、浅香唯）として不定期でのライブ活動等にとどまっている。 

## 来歴

### 生い立ち
1970年2月16日、東京都千代田区の東京警察病院にて生まれる。聖書の"自由の中に真実がある"という言葉から"由真"と名付けられる。3歳の頃からは保谷市（現・西東京市）で育つ。柳橋保育園から保谷市立第二小学校、保谷市立柳沢中学校卒業。芸能界には小学校高学年の頃から憧れがあったといい、劇団や大学のアイドルコンテスト、「パンツの穴」（第二弾）のオーディションを受けていた。

### スカウト～芸能界デビュー
1985年8月、東京都立東村山西高等学校1年在学時、第10回ホリプロタレントスカウトキャラバンに出場。最終選考まで進み、山瀬まみや我妻佳代と優勝を争って注目される。その後「週刊ヤングジャンプ」のスタッフにスカウトされ、1986年夏の同誌の「サマークイーンコンテスト」で1位となり、芸能界デビュー。芸能界入りに伴い、東京都立代々木高等学校に転学した。

### スケバン刑事Ⅲ
1986年10月放送開始のテレビドラマ『スケバン刑事III 少女忍法帖伝奇』（フジテレビ系）に主人公・風間三姉妹の次女"リリアンの由真"・風間由真 役で出演。姉妹役で共演した浅香唯・大西結花と共に人気を得てブレイクする。東映のプロデューサーだった中曽根千治は、風間三姉妹で最初にキャスティングが決まったのが中村であったといい、「仕事がら、色んな女の子に会いますが、由真は今までにない新しいタイプだと思いましたね」と語っている。中村が演じた「風間由真」は不良っぽい性格のキャラクターであったため、演じた中村も「ほんとにスケバンだったでしょ」などと良く言われ、役のイメージで見られ誤解されていた部分もあったという。
1987年1月、同ドラマの挿入歌「ジレンマ」で歌手デビュー。以降も同番組の挿入歌として「シビアー」「パニック」とシングルをリリースしている。ドラマ放送後期には、同番組内で生まれたアイドルユニット「風間三姉妹」（長女：結花/大西結花、次女：由真/中村由真、三女：唯/浅香唯）として同ドラマの主題歌「Remember」をリリースし、オリコンチャート1位を獲得。風間三姉妹としての歌番組への出演やコンサートツアーなどを行った。

### 歌手・女優・タレント活動
1988年
- 2月、映画『スケバン刑事 風間三姉妹の逆襲』出演。
- 4月、崎谷健次郎作曲によるシングル「千年の涙」リリース。
- 4月、フジテレビ系深夜トーク番組『電影館』レギュラー出演。共演者は薬丸裕英、長山洋子。
- 7月、全国ツアー「TWILIGHT MAGIC」開催。
- 11月、林哲司プロデュースによるアルバム『GIRL & WOMAN』リリース。音楽面だけでなく、ビジュアル面も林がプロデュースし、AORや16ビート風の楽曲にも挑戦した。

1989年
- シングル「Dang Dang 気になる」が、日本テレビ系アニメ『美味しんぼ』オープニングテーマ、カップリング曲の「LINE」がエンディングテーマに使用された。
- テレビドラマ『ゴメンドーかけます』（フジテレビ系）出演。和田アキ子、生稲晃子、坂上香織らと共演した。

1990年
- 収録楽曲の半数を自らが作詞・作曲したセルフプロデュースによるアルバムを発表。
- 女優業でも活躍し、1990年代には多くのオリジナルビデオに出演した。

1998年
- ロックバンド男闘呼組の元メンバー、俳優の前田耕陽と結婚[8]。芸名を一時「中村ゆま」と改めた[8]。

2000年
- 前田とともにバンド『GODDESS』を結成。

2001年
- 前年から全国（札幌、東京、横浜、群馬、宇都宮、名古屋、京都、滋賀、大阪、神戸、福岡など）でライブを開催し、1st.アルバム『GODDESS』を発表する。

2002年
- ドラマ30『幼稚園ゲーム2〜社宅篇〜』（CBC制作）にて、連続および昼ドラマでは中村由真として単独初主演を果たす。また同時期、前枠で放送していた愛の劇場「新・天までとどけ3」（TBS）へも出演。そのため、午後1時から2時枠の昼ドラマではほぼ必ず中村が出演するという状況であった。

2003年
- 3月、前田と離婚。これによりバンド『GODDESS』は事実上の解散となる。2nd.アルバム『Fastable...』は離婚後に発売された。

2004年
- テレビ朝日『いきなり!黄金伝説。』へ出演。在宅ワークの企画では同じくバツイチとなった松居直美と心境を語り合っていた。

2005年
- 3月下旬、アメリカ・ロサンゼルスへ留学。以降は仕事がある際に帰国している。

2006年
- 4月16日、留学先のロサンゼルスにて、16歳年上の米国人弁護士と交際4ヶ月目にできちゃった結婚（中村・弁護士ともに再婚）[13]。
- 8月17日、長女（真凛）を出産。前夫の前田も再婚していたが、連絡を取り合っていないため、お互いの再婚は報道で知ったという。

2009年
- 10月30日（ロサンゼルス現地時間29日）、自身のブログにて第2子（未由）の出産を同日付で報告。

2020年
- 8月4日（オースティン現地時間不明）、15年間在住していたロサンゼルスからオースティンへの転居を明らかにした[14][15]。

2024年
- 6月、4年間暮らしたオースティンから再びロサンゼルスに転居[13]。

## 人物
- 趣味は、詩を書くこと。ダーツ、ゴルフ、スノーボード等のスポーツをすること。
- 仲の良いタレントは山瀬まみや仙道敦子[16][17]、『スケバン刑事III』終了後の現在も交流のある大西結花や浅香唯、ほかに渡辺美奈代や我妻佳代などがいる。また近年には、大西、浅香と不定期に『スケバン刑事III』関連でのライブ活動をしている。
- 『スケバン刑事III』ではアクションシーンが多く、スカートの中に必ずブルマーを穿いて臨んでいた。共演した浅香唯や大西結花は用意された衣装用のブルマーを穿いていたのに対し、自身は普段から身に付けている学校体操着のブルマーだった。
- 『スケバン刑事〜風間三姉妹の逆襲』エンドロールでの乗馬シーンでは、初の乗馬経験で楽しくなり調子に乗っていたら、馬がスピードを上げ走り出し、落馬後に大号泣したとのこと[18]。
- 『スケバン刑事III』終了直後、大好きな歌の仕事を意欲的に取り組むあまり喉風邪をこじらせ、大西結花とのラジオでは告知を読むことができなかった。そこで普段とは一転した謙虚さを見せ「大西さん、代わりに言って頂けますか？」と依頼している（大西はすぐさま快諾）。
- 『スケバン刑事III』の監督曰く「言葉遣いが最後まで直らなかった。『じゃない？』とタメ口をきいたあと『…と思いますけど』なんて言い添えたり」と呆気に取られることもしばしばだったという。一方で、小川哲哉など初対面にもかかわらずタメ口で話す彼女の親しみやすさに好感を持つ者も少なからず存在していた。
- アイドル歌手時代から竹を割ったような性格で、雑誌のインタビューなどで「太っている人や気持ち悪い人は街で握手やサインを求められても完全無視します」と発言していた。「こいつ、キモッ!」と思うような汚い人とは握手をしなかったと語っている[19]。そういったスタンスが多数の支持を得る一方で、「人気商売でファンの選り好みをしている」との批判も同様に多かったという。ラジオ番組にて、「僕は学校で、デブ、気持ち悪いなどといじめられていましたが、由真さんに認められるため必死でダイエットなどを頑張った結果、由真さんに握手もサインもしていただき、いじめも克服できました、由真さん、ありがとう！」というファンから手紙を読まれ、本人が号泣したというエピソードがある。
- 風間トオルの大ファン。当時は理想の男性と語っていた。

## ディスコグラフィ

### シングル
| #                      | 発売日                 | タイトル                 | B面                          | 規格                        | 規格品番               | オリコン最高位         |
| フォーライフ・レコード | フォーライフ・レコード | フォーライフ・レコード   | フォーライフ・レコード       | フォーライフ・レコード      | フォーライフ・レコード | フォーライフ・レコード |
| ---------------------- | ---------------------- | ------------------------ | ---------------------------- | --------------------------- | ---------------------- | ---------------------- |
| 1st                    | 1987年1月1日           | ジレンマ                 | 涙をかくしたロンリィ・ボーイ | EP                          | 7K-249                 | 15位                   |
| 2nd                    | 1987年4月29日          | シビアー                 | 春風に Non                   | EP                          | 7K-259                 | 17位                   |
| 3rd                    | 1987年7月22日          | パニック -I'm in panic-  | Lady Wind                    | EP                          | 7K-269                 | 12位                   |
| 4th                    | 1987年11月21日         | 水に落ちたヴァイオレット | 青い月 蒼い恋                | - EP - (ピクチャーレコード) | 9K-275                 | 13位                   |
| 4th                    | 1987年11月21日         | 水に落ちたヴァイオレット | 青い月 蒼い恋                | EP                          | 7K-275                 | 13位                   |
| 5th                    | 1988年2月21日          | 君の夢に飛びたい         | Endless Love                 | 8cmCD                       | 10KD-2                 | 47位                   |
| 5th                    | 1988年2月21日          | 君の夢に飛びたい         | (片面のみ収録)               | EP (プロモ盤)               | SAM-66                 | 47位                   |
| 6th                    | 1988年4月21日          | 千年の涙                 | ヘッドフォンより愛をこめて   | EP                          | 7K-294                 | 21位                   |
| 6th                    | 1988年4月21日          | 千年の涙                 | ヘッドフォンより愛をこめて   | 8cmCD                       | 10KD-9                 | 21位                   |
| 7th                    | 1988年7月21日          | One Summer Lonely        | LAZY LAZY                    | EP                          | 7K-304                 | 22位                   |
| 7th                    | 1988年7月21日          | One Summer Lonely        | LAZY LAZY                    | 8cmCD                       | 10KD-31                | 22位                   |
| 8th                    | 1988年11月2日          | SWEET DESTINY            | GIRL IN THE NIGHT            | EP                          | 7K-318                 | 17位                   |
| 8th                    | 1988年11月2日          | SWEET DESTINY            | GIRL IN THE NIGHT            | 8cmCD                       | 7K-318                 | 17位                   |
| VAP                    |                        |                          |                              |                             |                        |                        |
| 9th                    | 1989年6月7日           | Dang Dang 気になる       | LINE                         | EP                          | 10344                  | 17位                   |
| 9th                    | 1989年6月7日           | Dang Dang 気になる       | LINE                         | 8cmCD                       | 20344                  | 17位                   |
| 9th                    | 1989年6月7日           | Dang Dang 気になる       | LINE                         | CT                          | 40344                  | 17位                   |
| 10th                   | 1989年11月29日         | HEAVEN                   | ON THE ROAD                  | EP (プロモ盤)               | PR-150                 | 38位                   |
| 10th                   | 1989年11月29日         | HEAVEN                   | ON THE ROAD                  | 8cmCD                       | 20358                  | 38位                   |
| 10th                   | 1989年11月29日         | HEAVEN                   | ON THE ROAD                  | CT                          | 40358                  | 38位                   |
| 11th                   | 1990年9月21日          | さよならの冒険者たち     | Girl Friend                  | 8cmCD                       | VPDB-20383             | 98位                   |

### プロモーション用シングルEP (片面のみ収録)
| #   | 発売日    | タイトル       | 規格 | 規格品番 |
| VAP | VAP       | VAP            | VAP  | VAP      |
| --- | --------- | -------------- | ---- | -------- |
| -   | 1989年7月 | 19 EXPRESS     | EP   | PR-132   |
| -   | 1990年3月 | もしかしたら！ | EP   | PR-153   |

### 参加作品
| 発売日         | 商品名   | 歌         | 楽曲                               | 備考                                                   |
| -------------- | -------- | ---------- | ---------------------------------- | ------------------------------------------------------ |
| 1987年10月14日 | Remember | 風間三姉妹 | 「Remember」                       | フジテレビ系『スケバン刑事III 少女忍法帖伝奇』主題歌   |
| 1987年10月14日 | Remember | 風間三姉妹 | 「スケバン刑事III 主題歌メドレー」 |                                                        |
| 1987年10月14日 | Remember | 風間三姉妹 | 「風間唯メッセージ」               | レコードとカセットではメッセージの内容が異なっている。 |

### アルバム

#### オリジナル・アルバム
| #                      | 発売日                 | タイトル                      | 規格                   | 規格品番               | オリコン最高位         |
| フォーライフ・レコード | フォーライフ・レコード | フォーライフ・レコード        | フォーライフ・レコード | フォーライフ・レコード | フォーライフ・レコード |
| ---------------------- | ---------------------- | ----------------------------- | ---------------------- | ---------------------- | ---------------------- |
| 1st                    | 1987年3月21日          | Emblem                        | LP                     | 28K-128                | 16位                   |
| 1st                    | 1987年3月21日          | Emblem                        | CT                     | 28C-120                | 16位                   |
| 1st                    | 1987年3月21日          | Emblem                        | CD                     | 35KD-77                | 16位                   |
| 2nd                    | 1987年10月21日         | GOLD RUSH                     | LP                     | 28K-139                | 10位                   |
| 2nd                    | 1987年10月21日         | GOLD RUSH                     | CT                     | 28C-135                | 10位                   |
| 2nd                    | 1987年10月21日         | GOLD RUSH                     | CD                     | 33KD-112               | 10位                   |
| 3rd                    | 1988年2月16日          | EIGHTEEN                      | LP                     | 28K-147                | 6位                    |
| 3rd                    | 1988年2月16日          | EIGHTEEN                      | CT                     | 28C-142                | 6位                    |
| 3rd                    | 1988年2月16日          | EIGHTEEN                      | CD                     | 33KD-120               | 6位                    |
| 3rd                    | 2008年7月16日          | EIGHTEEN+シングルコレクション | CD                     | PCCS-00011             | 圏外                   |
| 4th                    | 1988年6月21日          | Splash                        | LP                     | 28K-154                | 18位                   |
| 4th                    | 1988年6月21日          | Splash                        | CT                     | 28C-151                | 18位                   |
| 4th                    | 1988年6月21日          | Splash                        | CD                     | 33KD-132               | 18位                   |
| 5th                    | 1988年11月21日         | GIRL & WOMAN                  | LP                     | 28K-170                | 19位                   |
| 5th                    | 1988年11月21日         | GIRL & WOMAN                  | CT                     | 28C-168                | 19位                   |
| 5th                    | 1988年11月21日         | GIRL & WOMAN                  | CD                     | 33KD-153               | 19位                   |
| VAP                    |                        |                               |                        |                        |                        |
| 6th                    | 1989年7月21日          | GROWIN'                       | CD                     | 80349                  | 38位                   |
| 6th                    | 1989年7月21日          | GROWIN'                       | CT                     | 50349                  | 38位                   |
| 7th                    | 1990年2月5日           | 10カラット                    | CD                     | VPCB-80366             | 46位                   |
| 7th                    | 1990年2月5日           | 10カラット                    | CT                     | VPTB-50366             | 46位                   |
| 8th                    | 1990年11月5日          | Hold Out!                     | CD                     | VPCB-80404             | 80位                   |
| 8th                    | 1990年11月5日          | Hold Out!                     | CT                     | VPTB-50404             | 80位                   |

#### ライブ・アルバム
| #                      | 発売日                 | タイトル               | 規格                   | 規格品番               | オリコン最高位         |
| フォーライフ・レコード | フォーライフ・レコード | フォーライフ・レコード | フォーライフ・レコード | フォーライフ・レコード | フォーライフ・レコード |
| ---------------------- | ---------------------- | ---------------------- | ---------------------- | ---------------------- | ---------------------- |
| 1st                    | 1988年12月14日         | TWILIGHT MAGIC         | CD                     | 33KD-155               | 57位                   |
| 1st                    | 1988年12月14日         | TWILIGHT MAGIC         | CT                     | 28C-170                | 57位                   |

#### ベスト・アルバム
| #                      | 発売日                 | タイトル                               | 規格                   | 規格品番               | オリコン最高位         |
| フォーライフ・レコード | フォーライフ・レコード | フォーライフ・レコード                 | フォーライフ・レコード | フォーライフ・レコード | フォーライフ・レコード |
| ---------------------- | ---------------------- | -------------------------------------- | ---------------------- | ---------------------- | ---------------------- |
| 1st                    | 1989年5月21日          | Graduation                             | GOLD CD                | FLC-4004               | 43位                   |
| 1st                    | 1989年5月21日          | Graduation                             | CT                     | FLT-4004               | 43位                   |
| 1st                    | 2011年5月25日          | ゴールデン☆ベスト〜Graduation プラス〜 | CD                     | FLCF-4378              | 圏外                   |
| ポニーキャニオン       |                        |                                        |                        |                        |                        |
| 2nd                    | 2010年5月19日          | Myこれ!Lite 中村由真                   | CD                     | PCCS-00139             | 圏外                   |
| VAP                    |                        |                                        |                        |                        |                        |
| 3rd                    | 2011年5月18日          | ゴールデン☆ベスト〜バップ・イヤーズ〜  | CD                     | VPCC-84173             | 圏外                   |

### タイアップ
| 曲名                    | タイアップ                                            | 収録作品                            |
| ----------------------- | ----------------------------------------------------- | ----------------------------------- |
| ジレンマ                | フジテレビ系『スケバン刑事III〜少女忍法帖伝奇』挿入歌 | シングル「ジレンマ」                |
| シビアー                | フジテレビ系『スケバン刑事III〜少女忍法帖伝奇』挿入歌 | シングル「シビアー」                |
| パニック -I'm in panic- | フジテレビ系『スケバン刑事III〜少女忍法帖伝奇』挿入歌 | シングル「パニック -I'm in panic-」 |
| 君の夢に飛びたい        | 東映映画『スケバン刑事 風間三姉妹の逆襲』挿入歌       | シングル「君の夢に飛びたい」        |
| Dang Dang 気になる      | 日本テレビ系アニメ『美味しんぼ』オープニング・テーマ  | シングル「Dang Dang 気になる」      |
| LINE                    | 日本テレビ系アニメ『美味しんぼ』エンディング・テーマ  | シングル「Dang Dang 気になる」      |
| HEAVEN                  | テレビ東京系『不思議・ミステリーツアー』テーマ曲      | シングル「HEAVEN」                  |

## 出演

### テレビドラマ
- スケバン刑事III 少女忍法帖伝奇（1986年10月 - 1987年10月、フジテレビ）[20] - 風間由真 役
- 恋はハイホー! 第7話（1987年12月、日本テレビ）
- 心はロンリー気持ちは「…」VIII（1989年3月、フジテレビ）
- ゴメンドーかけます（1989年8月 - 9月、フジテレビ） - 大島文 役
- いつも誰かに恋してるッ　第6話（1990年1月 - 3月、フジテレビ） - 河田百合 役
- 東京ストーリーズ 第22話「きつねのお見合い」（1990年3月、フジテレビ）
- 水曜グランドロマン「奥能登心中行(奥能登殺人行)」（1990年5月、日本テレビ）
- さすらい刑事旅情編III 第20話「幻の汽笛! 誘拐された大臣の娘」（1991年2月、テレビ朝日）
- ラブストーリーは突然に 「素敵なボーイ・ミーツ・ガール」（1991年3月、フジテレビ）
- 映画みたいな恋したい 「シャレード」（1991年4月、テレビ東京）
- 世にも不思議な怖い話 「幽霊旅館」（1991年6月、テレビ朝日）
- 10年目のクリスマス・イブ（1991年12月、テレビ朝日）
- 火曜サスペンス劇場「偽りのハネムーン」（1992年6月、日本テレビ）
- 土曜ドラマ「オバサンなんて呼ばないで!」（1992年6月、NHK）
- 本当にあった怖い話 第8話「幽霊の棲む旅館」（1992年6月、テレビ朝日）
- めざせ!金メダル 新 山口香物語（1992年7月、関西テレビ） - 山口香 役
- さすらい刑事旅情編V 第19話「秘密写真の罠・消えた女優志願の女」（1993年3月、テレビ朝日）
- 結婚・私が好きですか 「あなたでなければ…」（1993年6月、テレビ朝日）
- STATION（1995年1月 - 3月、日本テレビ） - 水木千春 役
- 土曜ワイド劇場（テレビ朝日）
  - 法医 歯科学の女2（1997年8月） - 日高さおり 役
  - 女請負人（2000年7月） - 清岡マリ子 役
  - 温泉 (秘) 大作戦2（2005年1月） - 吉沢真由美 役
- 金曜エンタテイメント（フジテレビ）
  - 大家族デカ1（1997年9月） - 臼井志帆 役
  - 京都祇園入り婿刑事事件簿2」（1997年10月） - 浅野美佐江 役
  - おだまりコンビ1・芸能界殺しのパズル（1999年6月） - 星野明日香 役
  - 赤い霊柩車19・見知らぬ招待客（2004年10月） - 牧文子 役
- 歓迎!ダンジキ御一行様 第6話（2001年11月、日本テレビ）
- 愛の劇場「新・天までとどけ3」（2002年4月 - 6月、TBS） - 奈津子 役
- ドラマ30「幼稚園ゲーム2〜社宅篇〜」（2002年5月 - 7月、CBC） - 秋野美樹 役　※主演

### 情報・バラエティ番組
- 上海紅鯨団が行く（関西テレビ） - ゲスト
- ねるとん紅鯨団（関西テレビ） - ゲスト
- 志村X（1997年、フジテレビ） - ゲスト
- 一枚の写真（1990年、フジテレビ）
- あんグラ☆NOW!（2003年7月 - 2004年3月、中京テレビ）
- いきなり!黄金伝説。（2004年、テレビ朝日）
- 愛のエプロン（2004年、テレビ朝日）
- 走れガリバーくん（2004年8月12日・2005年9月、関西テレビ）
- 田舎に泊まろう!（2005年12月、テレビ東京）

### ラジオ
- 小倉久寛のオグラでオグラだ!（1986年10月 - 1987年4月、ニッポン放送）(木曜パートナー)
- 中村由真 ハートをねらい撃ち（1987年4月 - 9月　信越放送、中国放送、九州朝日放送）
- Teens'ブリブリCLUB（1987年10月 - 1988年10月、文化放送）(大西結花と共にパーソナリティを務めた)
- 中村由真のマジカルYUMAランド （シンセン☆キラキラナイト木曜、1989年4月 - 1990年3月　秋田放送、福井放送、山口放送、高知放送 他）
- 中村由真 くちべに・ルック・アウト! （シンセン☆キラキラナイト木曜、1990年4月 - 1991年3月　秋田放送、福井放送、山口放送、高知放送 他）

### 映画
- スケバン刑事（1987年、田中秀夫監督） - 風間由真 役 ※友情出演
- スケバン刑事 風間三姉妹の逆襲（1988年、田中秀夫監督） - 風間由真 役
- ちぎれた愛の殺人（1993年、池田敏春監督） - 岡川文絵 役
- いきすだま〜生霊〜（2001年、池田敏春監督） - 吉野恭子 役
- 893239(ヤクザ23区) LA24区編「Last Call 〜最終回〜」（2006年、古澤健監督）

### オリジナルビデオ
- ブラックプリンセス 地獄の天使（1990年、田中秀夫監督）
- ごきぶり商事痛快譚 愛の五億円ぶるーす（1991年、池田敏春監督）
- ヘイ!オイラーズ〜甦えるスカイライン神話〜（1991年、小林広司監督） - CR-X京子
- ザ・ヒールストリート（1991年、長田浩一監督）
- 離婚ゲーム 僕のベッドはトライアングル（1992年、水谷俊之監督）
- パチスロ一獲千金〜パチンコ物語 番外篇〜（1993年、鎌田浩監督）
- くどき屋ジョー（1994年、高瀬将嗣監督）
- 強請(ゆすり)（1997年、金田敬監督）
- 本当にあった怖い話 呪死霊（1999年、中田秀夫監督）
- 実録・ヤクザの戦場〜侠の終章〜（2002年、市川徹監督）
- 首領への道23（2004年、津島勝監督） - 室井組若頭竹廣幸吉の妹

### CM
- 江崎グリコ アイスクリーム「パモナ」
- 小田急グループ 初詣キャンペーン（1986年12月）
- 武富士
- アサミ美容外科

## 書籍

### 著書
- YUMA・DICTIONARY 中村由真フォト&エッセイ（1987年9月、清水清太郎撮影、ワニブックス） ISBN 4847020642
- シークレット-抱きしめてMY SOUL（1987年10月、TIS） ISBN 4847010485

### 写真集
- 中村由真-刺激・大胆・快感 YUMA EIGHTEEN（1988年6月、木村晴撮影、講談社） ISBN 4061016318
- LIPS（1988年9月、HIDEO CANNO撮影、CBSソニー出版） ISBN 4789703967
- SCENE（1988年11月、清水隆俊撮影、近代映画社） ISBN 4764815400
- まゆらむかな（1989年7月、大村克巳撮影、CBSソニー出版） ISBN 4789704467
- 裸の心（1996年5月、久保田昭人撮影、ワニブックス） ISBN 4847024311
- Plaisir（1997年2月、武藤義撮影、ぶんか社） ISBN 4821121255
- L.A.X.（2001年6月、河野英喜撮影、フォーブリック） ISBN 4894616416